# Сигины
Сигины (др.-греч. Σιγύνναι; лат. Sigunnai) — малоизвестный кочевой народ древности, принадлежащий к скифской культуре, живший в регионе, соответствующем частям современной Венгрии.

## История
Прибытие сигинов в Европу было частью более масштабного процесса движения на запад (в Юго-Восточную и Центральную Европу) центральноазиатских иранских кочевников,  продолжавшегося с 1-го тысячелетия до н. э. по 1-е тысячелетие н. э. Позже присоединились и другие иранские кочевники, такие как киммерийцы, скифы, савроматы и сарматы.

### Начало степного кочевничества
Формирование  кочевого скотоводства произошло в начале I тысячелетия до н. э., предположительно, из-за климатических изменений, в результате которых климат степей Центральной Азии и Сибири стал прохладнее и суше. Эти изменения способствовали превращению оседлых земледельцев смешанного типа бронзового века в кочевых скотоводов, так что к IX в. до н. э. все степные поселения оседлого населения бронзового века исчезли. Были сформированы воинские отряды для защиты стад и захвата новых территорий.
Эти климатические условия стали причиной отгонного животноводства (постоянное перемещение стад с одного пастбища на другое в степи). Были найдены лучшие пастбища на западе, в Предкавказье и лесостепных районах Западной Евразии.

### Черногоровско-Новочеркасский комплекс
Сигины были частью первой волны кочевников, возникшей в таких районах Центральной Азии, как восточный Казахстан или Алтайско-Саянская горная страна и продолжавшейся с X века до н. э. до IX—VIII веков до н. э. . Мигранты Понтийско-Каспийской степи образовали новые племенные конфедерации, которые составили Черногоровско-Новочеркасский комплекс.
Среди этих племенных объединений, возможно, были сигины Паннонской степи , агафирсы Понтийской степи, киммерийцы Каспийской степи. Однако археологические и исторические записи об этих миграциях скудны и позволяют набросать лишь очень общую схему этого сложного развития.
Развитию Черногоровско-Новочеркасского комплекса, частью которого были сигины, способствовали три основных культурных влияния:
- аборигенной белозерской культуры, особенно в части керамических стилей и погребальных традиций[15]
- иностранных алтайской, аржанской и карасукской культур из Центральной Азии и Сибири [8](центральноазиатское происхождение наконечников кинжалов и стрел, такая конская упряжь, как удила с наконечниками в форме стремени, резные стелы в виде оленных камней, искусство в зверином стиле[16])
- кубанской культуры Предкавказья[8] (заимствования кубанских культурных типов булавных наконечников и биметаллических кинжалов)[16].

Различные предскифские ранние кочевые культуры были, таким образом, частью единого аржанско-черногоровского культурного слоя, происходящего из Центральной Азии.
Эти кочевники из Понтийско-Каспийских степей смогли постепенно проникнуть в Центральную и Юго-Восточную Европу  так, что Черногоровско-Новочеркасский комплекс охватывал обширную территорию от Центральной Европы и Паннонской равнины на западе до Кавказа на востоке, включая современную Южную Россию. Сигины, входившие в состав этой группы кочевников первой волны, принадлежавшей к Черногоровско-Новочеркасскому комплексу, в конечном итоге переместились в Паннонскую степь и поселились там, не теряя при этом связей с остальной частью западной степи.
Черногоровско-Новочеркасский комплекс оказал сильное влияние на гальштатскую культуру Центральной Европы, одним из примеров такого влияния было принятие брюк, которые не использовались коренным населением Центральной Европы до прибытия степных кочевников Центральной Азии.

### Первоначальная миграция
Сигины, возможно, изначально жили либо в Предкавказье, либо в Закавказье , либо в частях северного Иранского плато непосредственно к югу от Каспийского моря . Они мигрировали на северо-запад, а затем направились на запад через Кавказ и затем Понтийскую степь. До сих пор неизвестно проходил ли миграционный путь сигинов в Паннонскую степь из Предкавказья через Молдавию и затем Валахию или через лесостепи и через северные Карпаты. В современный период черкесский народ использовал это же общее направление для миграции в Европу.

### В Паннонской степи
В IX—VIII вв. до н. э.   сигины окончательно обосновались в Паннонской степи, став важными участниками торговых сетей, через которые конское снаряжение и биметаллические кинжалы, типичные для Евразийской степи, поступали в Паннонскую степь. К западу от них через реку Истр (Дунай) жили оседлые народы гальштатской культуры.
Присутствие сигинов в Паннонской степи привело к очень важным этническим и культурным преобразованиям . С течением времини они стали оседлыми и смешались с коренным населением, сохраняя при этом связи с Понтийской степью.
Торговые пути с участием сигинов обеспечивали высшие классы Гальштата степными лошадьми и упряжью, кинжалами, таким образом, привнося породы лошадей и стили верховой езды из степи в Западную Европу.
Роль сигинов в связывании степной и гальштатской культур прослеживается в захоронении из Печа (Якаб-Хедь), где представитель правящего класса был похоронен в традиционной гальштатской традиции, но с набором кавказского оружия: покойного кремировали, а его прах захоронили вместе с кинжалом, железным наконечником копья и топором, привезенными с Кавказа, а также с конской сбруей степного типа местного производства, железным ножом, точильным камнем и керамикой местного гальштатского племени. Представитель местной гальштатской аристократии демонстрировал свой статус в обществе, приняв стиль степных воинов (езда на степной породе лошадей, запряжённых так же, как у степных кочевников.

#### Культурные влияния сигинов

##### Распространение конного спорта на запад
Вскоре после первого появления сигинов в Паннонской степи и завоза ими длинноногих лошадей в этот регион, начиная примерно с 800 года нашей эры, население гальштатской культуры начало добавлять в свои кремационные могилы удила и боковые части бронзовых конских уздечек. Эти изменения стали результатом обширных обменов между сигинами и гальштатскими аборигенами Трансистрийской империи, которые, должно быть, включали торговлю лошадьми.
Степная лошадь стала символом аристократического статуса среди общин гальштатской культуры, и в течение VIII—VII веков конный спорт быстро распространился среди этой культуры вплоть до Британии. В этот период могли также появиться некоторые новые типы рубящих мечей, использовавшихся в качестве кавалерийского оружия.

##### Новые обряды погребения
На протяжении VIII—VII вв. до н. э. культурные влияния степных кочевников, в том числе и сигинов, привели к значительным изменениям в погребальных обрядах народов гальштатской культуры.
Новый обряд погребения, который соблюдался степными кочевниками с IX века до н. э., широко распространился от Богемии на востоке до верхнего Дуная и долины Рейна на западе. Согласно этому новому обряду, аристократов гальштатской культуры стали хоронить, а не кремировать, при этом тело усопшего помещали на погребальную телегу в деревянную камеру внутри ямы, внутри которой также находилась сбруя лошадей, тянувших телеги, и одна верховая лошадь. Сама гробница была покрыта большим курганом, на вершине которого иногда помещалась каменная статуя покойного.

### Скифское влияние на сигинов
В VI веке до н. э. некоторые отколовшиеся скифские группы последовали по более раннему маршруту кочевников Черногоровско-Новочеркасской волны, прошли через перевалы Карпатских гор и поселились в Паннонской котловине. Одни из них поселились на территории агафирсов, а другие переместились в Паннонскую степь на территории сигинов, и впоследствии смешались с местным населением .
Среди этих отколовшихся скифских групп была часть скифского племени синдов, покинувших район Меотийского моря и мигрировавших на запад в Паннонскую степь, в отличие от основной массы синдов, оставшихся в Предкавказье.
Эти миграции датируются примерно 600 годом нашей эры, торговые связи привели к тому, что кочевники Паннонского бассейна оказались под скифским влиянием и способствовали трансформации культур агафирсов и сигинов. Мезоксатская культура сигинов превратилась в культуру Векерцуг.

#### Более поздние влияния сигинов

##### В Гальштатской культуре
От этих более скифизированных сигин восточные группы гальштатской культуры могли заимствовать наконечники стрел скифского типа, появившиеся около 600 года нашей эры и способствовавшие уничтожению нескольких поселений на вершинах гор в восточной части Альп (South Styria, Austria), в Бургенланде,Нижней Австрии и Южной Моравии. Среди юго-восточных гальштатских групп Словении только аристократы имели доступ к использованию кочевого конного снаряжения.
Прямое влияние степи достигло только пограничных районов гальштатской культуры, но привело к принятию новых форм оружия и технологий конного спорта на основных территориях этих культур.
Не произошло заимствования народами гальштатской культуры у кочевников использования рефлекторных луков, вероятно, из-за сложности их изготовления, или их наконечников в форме животных, которые использовались в шаманских культах степи.

##### В Иллирии
Сигины также оказали влияние на население, проживавшее на территориях, соответствующих современным Боснии и Сербии, около 500 года нашей эры. Одним из примеров такого степного влияния является «княжеское захоронение» в Атенике, содержащее богатые погребальные принадлежности, включая греческий импорт и предметы из драгоценных металлов.

### Кельтская иммиграция
В середине V века до н. э. гальштатская культура развилась в латенскую культуру, народ которой отождествляется с кельтами, которые к концу V в. до н. э. двигались на восток вдоль верхнего течения Дуная и первоначально поселились в Трансистрии, а затем перебрались в Паннонскую степь, где жили сигины, а позднее в горные районы, населённые агафирсами. Отношения между кельтскими пришельцами и иранскими кочевниками, по-видимому, оставались мирными, поскольку позднее имели место браки кельтов с местным населением Паннонского бассейна. Мотивы, заимствованные у степных кочевников и возникшие под их влиянием, начали появляться в кельтском искусстве Латена:
- изображения хищных плотоядных животных, иногда нападающих на травоядных зверей
- мотивы пар животных, обращённых друг к другу, давшие начало кельтскому мотиву «пар драконов», украшавшему навершия ножен кельтских мечей
- пары хищных птиц вокруг круглых умбонов щитов.

Произошло не только художественное влияние степных кочевников, но и заимствование кельтами иранских систем верований степных кочевников, выраженных через образ хищных зверей.

### Наследие

#### Древность
Народы Черногоровско-Новочеркасского комплекса, частью которого были сигины, ввели использование брюк в Центральной Европе.
Греческий историк Геродот утверждал, что сигины называли себя колонистами из Мидии.

#### В средние века
Сигины исчезли к Средним векам, но продолжились сложные отношения между их кочевыми группами и оседлым населением Юго-Восточной и Центральной Европы (у венгров, булгар, русов и поляков.

#### В современную эпоху
В XIX и XX веках некоторые учёные пытались связать сигинов с цыганским народом из-за предполагаемого сходства древнегреческого названия Sigunnai с венгерским названием цыган — cigány . С тех пор эта гипотеза устарела.
Согласно одной из гипотез, сигины были народом, который был вытеснен в Паннонскую степь миграцией скифов в течение VIII—VII веков до н. э., но нет никаких доказательств, подтверждающих эту гипотезу. Аргументом в пользу гипотезы о том, что миграция сигинов была частью первоначального распространения черногоровско-новочеркасского комплекса и, таким образом, предшествовала прибытию скифов, является ранняя дата прибытия сигиннов в Паннонскую степь.

## Культура и общество

### Расположение
Древние греки называли место обитания сигинов «равниной Лавриона» что, вероятно, было восточной частью Паннонского бассейна  к северу и востоку от среднего течения Дуная, соответствующего частям современной Венгрии. Геродот Галикарнасский назвал их «единственным племенем, живущим к северу от Фракии».
Основная территория сигинов находилась в Паннонской степи (к востоку от Дуная), вокруг долины Тисы и достигала северных холмистых районов северной Венгрии и юго-западной Словакии. На западе территория сигинов достигала окрестностей Адриатического моря.
Греко-римский историк Страбон писал о другой ветви сигинов, проживавших на Кавказе, на севере Иранского нагорья, непосредственно к югу от Каспийского моря, где они жили вместе с дербиками, гирканцами и тапирами.
Тем временем в поэме Orpheōs Argonautika сигины живут между Фасисом и Синопой в северной Анатолии, а Стефан Византийский поместил их на юго-востоке Чёрного моря.

#### Соседи
После VI в. до н. э. соседи сигинов в Паннонской степи — западная группа племени синдов  (откололись от скифов) и неизвестные ранее грауки.

### Этническая принадлежность
Нет никаких данных, позволяющих определить этническую и языковую принадлежность сигинов. Неизвестно, были ли сигины иранским или доиранским народом. Известно, что сигины образовали самую западную часть степной культур  и изначально были частью черногоровско-новочеркасского комплекса центральноазиатского происхождения, к которому принадлежали также киммерийцы и агафирсы,

### Общественная организация
Сигины, кочевники Паннонского бассейна, в отличие от кочевников Понтийской степи, по-видимому, не имели элитного класса.
Сигины поддерживали торговые связи с жителями Понтийской степи, покупая у них:
- керамику, изготовленную в районе рек Тирас и Гипанис, а также на побережье Фракии непосредственно к югу от реки Дуная.
- степных лошадей для разведения, в обмен на которых продавали различные товары населению Понтийской степи[1]. Далее степных лошадей продавали западному населению гальштатской культуры в обмен на различные товары, такие как зерно[1].

### Образ жизни
Сигины были скотоводами-кочевниками, зависевшими от своих овец и крупного рогатого скота и выращивавшие зерно в меньших масштабах.
Геродот из Галикарнаса описывал обычаи сигинов как похожие на обычаи древних персов.
Согласно Страбону из Амасии, самые опытные женщины-возничие сигинов имели право свободно выбирать себе спутников жизни.

#### Разведение лошадей
Сигины разводили короткомордых лохматых пони, слишком малых для верховой езды, но пригодных как тягловая сила (их запрягали в упряжки по четыре лошади и они могли быстро тянуть повозки — основное средство передвижения).

#### Религия
Сигинские шаманы качестве культовых приспособлений использовали насадки на шесты в форме животных.

#### Война
На войне сигины использовали:
- реверсивные луки
- наконечники стрел скифского типа
- украшения для щитов в форме животных, подобно кочевникам Понтийской степи[45].

#### Одежда и уход

##### Одежда
«Мидийская мода» сигинов: туники с рукавами и брюки. Не использовали фибулы и булавки, характерные для традиционной одежды коренного населения Дунайского региона.

##### Татуировки
Использование пинтадер (глиняный штамп для нанесения татуированных изображений на кожу человека), населением культуры Векерцуг, соответствующей сигинам, подразумевает, что они наносили себе татуировки.

#### Похоронные обряды
В отличие от предыдущих культур бронзового века Паннонской степи, кремировавших своих умерших, сигины хоронили своих усопших на небольших кладбищах в ориентации запад-восток вместе с большим горшком и чашей или мисками и кусками баранины или говядины. К моменту прибытия в Паннонскую степь сигины перестали класть оружие в погребальный инвентарь, в отличие от кочевников остальной части Евразийской степи.

## Археология

### Черногоровско-Новочеркасское происхождение
Сигины, по-видимому, изначально принадлежали к Черногоровско-Новочеркасскому комплексу в VIII веке до н. э., когда они впервые заняли Паннонскую степь. Существовал культурный разрыв с предыдущими материальными культурами этого региона , такими как местные группы культуры полей погребальных урн.

### Фаза Мезёчата
Участок Черногоровско-Новочеркасского комплекса Паннонской степи способствовал формированию Мезёчатской культуры.

### Фаза Векерцуга
Примерно с 600 года нашей эры культура Мезёчат попала под влияние скифской культуры. Далее произошла трансформация в культуру Векерцуг, также находящуюся под влиянием скифов, причем этот переход соответствовал волне разрушения поселений Мезёчат примерно в этот период.
Сигины соответствуют культуре Сентеш-Векерцуг (культура Мезёчат и южная группа культуры Векерцуг.
Культура Векерцуг была распространена в степной части Венгрии к востоку от Дуная, вокруг долины реки Тиса, достигала северных холмистых районов северной Венгрии и юго-западной Словакии. Эта культура названа в честь захоронения этой культуры, найденного в  Векерцуге.
Хотинская группа культуры Векерцуг со временем распространились на запад, на Малую Венгерскую равнину и юго-запад Словакии.
Объекты, найденные отдельно или в захоронениях на территориях, отождествляемых с сигинами (характерны для скифской культуры): 
- военное снаряжение, такое как:
  - стрелы,
  - колчаны,
  - акинаки,
  - железные боевые топоры,
  - чешуйчатая броня,
  - щиты
- конская упряжь,
- личные принадлежности, такие как:
  - бронзовые зеркала,
  - погремушки на шестах,
  - бронзовые чайники,
  - золотые украшения,
  - насадки к платью.

Культура Векерцуг окончательно прекратила свое существование с экспансией кельтской латенской культуры в Паннонский бассейн в IV веке до н. э.

#### Места захоронений
В могильниках культуры Векерцуг находят археологические останки с разнообразными предметами местного производства, а также скифским оружием и конским снаряжением. В отличие от других степных кочевников, люди культуры Векерзуг не хоронили своих умерших в курганных могилах, а вместо этого использовали кладбища, где усопших хоронили в неглубоких и скудно оборудованных ямах.
Одно из самых важных захоронений культуры Векерцуг было обнаружено в Артанде (регион Хайду-Бихар, Венгрия): среди его погребального инвентаря были железный боевой топор, копье, щит, комплект железных чешуйчатых доспехов, комплект железной конской сбруи и несколько личных украшений, а также два бронзовых сосуда — греческая гидрия, изготовленная в Спарте около 570 года нашей эры и ведро с качающейся ручкой начала VI века до н. э., распространенное в гальштатской культуре  . Аристократия Артанда— исключение из общего отсутствия свидетельств формирования элиты среди степных кочевников Паннонского бассейна.
Захоронение в Артанде принадлежало аристократу достаточно высокого статуса, способного приобретать предметы роскоши из самых разных мест: из региона Альп (ведро с качающейся ручкой); из Паннонской степи (конская упряжь скифского типа, боевой топор и копьё), из Понтийского скифского царства (чешуйчатые доспех); греческая гидрия могла попасть на территорию проживания сигинов либо напрямую, либо изначально была экспортирована из Спарты в Скифию, а уже оттуда к сигинам.

#### Отсутствие фибул и штифтов
В отличие от коренных народов Дуная, использовавших фибулы и булавки, останки культуры Мезёчат и южной группы культуры Векерцуг с VI по V вв. до н. э. не содержат ничего из этого, что позволяет предположить, что сигины носили брюки и туники с рукавами.

#### Пинтадеры
Остатки культуры Векерзуг также содержат пинтадеры — глиняные штампы для нанесения татуированных изображений на кожу людей. Такие штампы использовались как в Закавказье, так и в кубанской культуре Предкавказья. Они, как и предметы западноазиатского происхождения, найденными на всех памятниках культуры Векерцуг, свидетельствуют о значительном влиянии Западной Азии на материальную культуру сигинов.

#### Жертвоприношение коня
В векерцугских захоронениях присутствуют признаки жертвоприношения лошадей — типичного аспекта культуры кочевников Понтийской степи, но среди сигинов они встречались в небольших количествах, так что в одном захоронении редко присутствовало более одной лошади. Были найдены скелеты шестнадцати небольших лошадей породы тарпан в многочисленных курганных могилах в Сентеш-Векерцуге. Геродот Галикарнасский описывал этих лошадей, как используемых сигинами.

## Генетика

### Гаплогруппы
У сигинов были гаплогруппы R1a и G2a.

### Аутосомная ДНК
На основе генетических исследований «Популяционная геномика постледниковой Западной Евразии» и «137 древних человеческих геномов со всех уголков Евразийских степей» было определено, что у сигинов почти равное соотношение неолитического и степного происхождения (ямная культура) (см. диаграмму). 

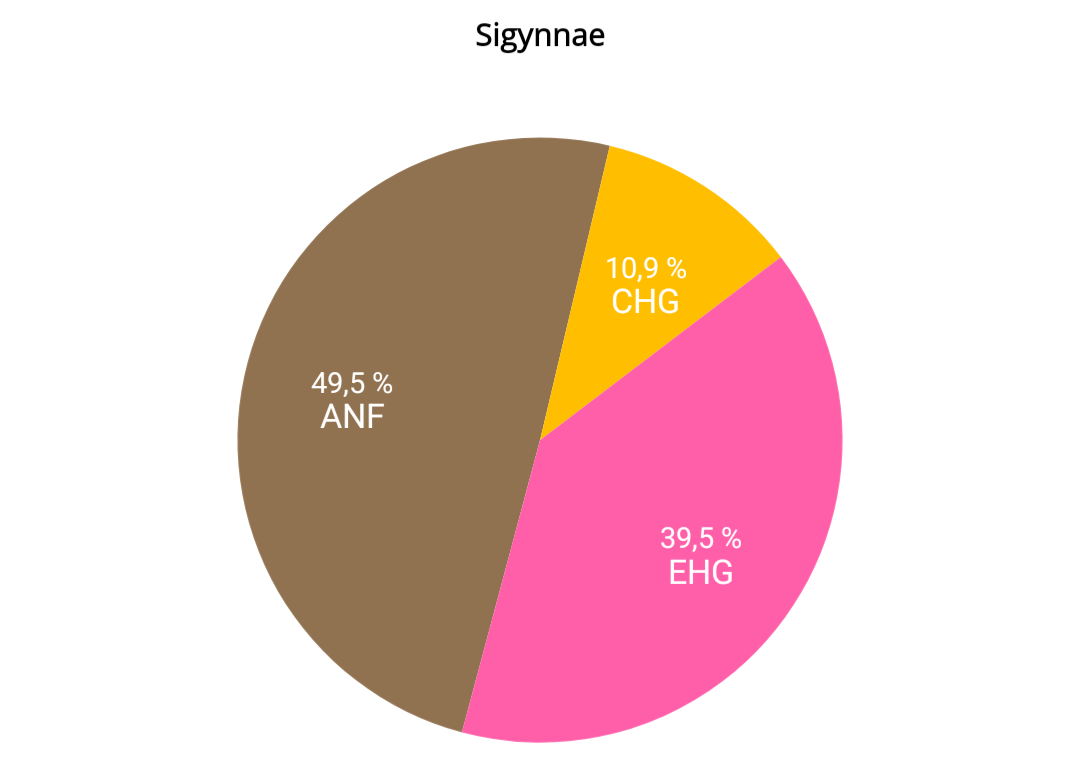
Аутосомная ДНК Sigynnae